# Verners Tepfers
Verners Tepfers, ur. 9 października 1893 w Iecava, zm. 22 listopada 1958 w Sztokholmie) – łotewski generał, szef Łotewskiej Rady Centralnej 1944–1946.

## Życiorys
W 1916 ukończył studia na Wydziale Prawa Uniwersytetu Moskiewskiego. Od grudnia 1916 służył w armii rosyjskiej. W 1917 otrzymał stopień praporszczika po ukończeniu Aleksandrowskiej Szkoły Wojskowej. Służył w 95 rezerwowym pułku piechoty i rezerwowym pułku piechoty Strzelców Łotewskich. W lutym 1918 dostał się do niewoli niemieckiej. Po uwolnieniu pracował jako urzędnik w Iecava i nauczyciel niemieckiego w Rydze. Od grudnia 1918 służył w armii łotewskiej w stopniu porucznika. W lutym 1919 otrzymał nominację na sekretarza sądu wojskowego, a w czerwcu 1919 - na pomocnika prokuratora wojskowego. Odznaczył się w październiku w obronie Rygi przed Zachodnią Armia Ochotniczą. Od grudnia był prokuratorem sądu wojskowego. W 1921 został zastępcą głównego prokuratora wojskowego. Od 1922 do 1933 był głównym prokuratorem wojskowym (od 1927 – w stopniu pułkownika). Od 1934 do 1940 przewodniczył Radzie Muzeum Wojskowego. Kierował także Towarzystwami Przyjaźni Łotewsko-Szwedzkiej i Łotewsko-Włoskiej. W 1937 otrzymał awans generalski. W 1939 został szefem służby sprawiedliwości w Ministerstwie Wojny. W październiku 1940 przeszedł na emeryturę. Pod okupacją niemiecką stał na czele Rady Opieki nad Zabytkami. Od 1943 do 1946 działał w Łotewskiej Rady Centralnej, którą kierował od 1944. W listopadzie tego roku zbiegł do Szwecji. Przekazał zgromadzone przez siebie dane o sytuacji na Łotwie wywiadom USA i Wielkiej Brytanii. Zamieszkał i zmarł w Sztokholmie.

## Odznaczenia
- Order Pogromcy Niedźwiedzia III klasy (Łotwa)
- Order Trzech Gwiazd III klasy (Łotwa)
- Order Miecza II klasy (Szwecja)